# Retrato ecuestre de Francisco de Moncada
El Retrato ecuestre de Francisco de Moncada es un óleo sobre lienzo realizado por el pintor flamenco Anton van Dyck. La obra fue realizada hacia 1634 y muestra a Francisco de Moncada, III marqués de Aytona, entonces gobernador de los Países Bajos de los Habsburgo. Actualmente, se encuentra en el Museo del Louvre.

## Historia
El retrato habría sido realizado en el otoño de 1634, un año después de la llegada de Francisco de Moncada a los Países Bajos de los Habsburgo para asumir el cargo de gobernador.
La obra pasó a la colección de Gaspar de Haro, VII marqués del Carpio, quien, posiblemente la habría vendido durante su larga estancia en Italia. Por razones desconocidas el retrato pasó a la colección del duque Luigi Braschi Onesti en su palacio de Roma. En 1798, las tropas napoleónicas ocuparon la ciudad, confiscaron la colección del duque y trasladaron el retrato a París. Allí, fue colocado en el recién inaugurado Museo del Louvre.
Las dos versiones más conocidas del retrato se encuentran en España: una en el Museo de Bellas Artes de Valencia y otra en la colección del duque de Alba. El primero, realizado por el propio Van Dyck, fue adquirido por Manuel Montesinos y Molina y permaneció en su familia hasta 1941 cuando fue donado a la Academia de San Carlos para ser expuesto en la pinacoteca valenciana. La segunda, una copia del Van Dyck, habría sido realizada por encargo de la madre del marqués del Carpio, Catalina Fernández de Córdoba, y, tras la extinción de la casa de Haro, pasó con los títulos y demás propiedades a los duques de Alba.
Otras copias son las realizadas por Géricault y Watteau que se encuentran en el Stedelijk Museum y la colección Lousada, respectivamente.

## Descripción
El retrato muestra a Moncada de frente, con armadura completa y cuello blanco, mientras apoya la mano derecha sobre un bastón de mando y la izquierda, oculta, se supone, sujetando los frenos del caballo. Como era costumbre de los capitanes españoles, lleva una banda roja ceñida al brazo izquierdo.
Van Dyck habría inspirado esta obra en el Retrato ecuestre de Carlos V de Tiziano y, sobre todo, en el Retrato ecuestre del duque de Lerma de Rubens, el mismo que el autor habría conocido a través de bocetos.